# WHL 1954/55
Die Saison 1954/55 war die dritte reguläre Saison der Western Hockey League (WHL). Meister wurden die Edmonton Flyers.

## Teamänderungen
Folgende Änderungen wurden vor Beginn der Saison vorgenommen:
- Die Seattle Bombers stellten den Spielbetrieb ein.

## Modus
In der Regulären Saison absolvierten die sechs Mannschaften je 70 Spiele. Die vier bestplatzierten Mannschaften qualifizierten sich für die Playoffs. Für einen Sieg erhielt jede Mannschaft zwei Punkte, bei einem Unentschieden einen Punkt und bei einer Niederlage null Punkte.

## Reguläre Saison

### Tabelle
Abkürzungen: GP = Spiele, W = Siege, L = Niederlagen, T = Unentschieden, GF = Erzielte Tore, GA = Gegentore, Pts = Punkte
|                        | GP | W  | L  | T  | GF  | GA  | Pts |
| ---------------------- | -- | -- | -- | -- | --- | --- | --- |
| Edmonton Flyers        | 70 | 39 | 20 | 11 | 273 | 204 | 89  |
| Victoria Cougars       | 70 | 33 | 29 | 8  | 237 | 199 | 74  |
| Vancouver Canucks      | 70 | 31 | 30 | 9  | 207 | 202 | 71  |
| Calgary Stampeders     | 70 | 29 | 29 | 12 | 262 | 258 | 70  |
| New Westminster Royals | 70 | 29 | 32 | 9  | 249 | 299 | 67  |
| Saskatoon Quakers      | 71 | 19 | 41 | 11 | 207 | 273 | 49  |

## Playoffs
|  | Halbfinale | Halbfinale         | Halbfinale |  |  | Finale | Finale             | Finale |
|  |            |                    |            |  |  |        |                    |        |
|  |            |                    |            |  |  |        |                    |        |
|  | 1          | Edmonton Flyers    | 4          |  |  |        |                    |        |
|  | 3          | Vancouver Canucks  | 1          |  |  |        |                    |        |
|  |            |                    |            |  |  | 1      | Edmonton Flyers    | 4      |
|  |            |                    |            |  |  | 4      | Calgary Stampeders | 0      |
|  | 2          | Victoria Cougars   | 1          |  |  |        |                    |        |
|  | 4          | Calgary Stampeders | 4          |  |  |        |                    |        |
|  |            |                    |            |  |  |        |                    |        |